# Exponering (medicin)
Exponering innebär inom medicin och epidemiologi att en individ utsatts för någon form av faktor, i bred bemärkelse, som anses eller antas kunna påverka hälsan hos individen eller dess avkomma. I vardagliga sammanhang används begreppet främst då man talar om negativa förväntade hälsoeffekter, medan man i forskningssammanhang även kan tala om exponering för hälsobefrämjande faktorer (till exempel att exponering för regelbunden motion kan förbättra en individs fysiska kondition). Den process genom vilken exponeringen leder till ett utfall kallas för induktion. 
Begreppet används även inom beteendeterapi för att medvetet utsätta individer för något som dessa lider av fobi mot i syfte att minska denna fobi.